# Ivory Tower (Anna Abreu)
Ivory Tower è il secondo singolo della cantante finlandese Anna Abreu, estratto dal suo primo album omonimo. È stato certificato disco d'oro in Finlandia.

## Classifiche
| Classifica (2007) | Posizione massima |
| ----------------- | ----------------- |
| Finlandia         | 5                 |